# Maciej Stańco
Maciej Stańco (ur. 25 września 1964 w Bielsku-Białej) – polski sportowiec.

## Życiorys
W wieku 12 lat wziął udział jako narciarz w Ogólnopolskiej Spartakiadzie Młodzieży w Szczyrku. Zawodów nie wygrał, upadając na przedostatniej bramce, ale jego zdjęcie umieszczono na okładce tygodnika "Sportowiec".
Następnie startował w Pucharze Świata, zdobył również tytuł wicemistrza Polski juniorów i seniorów. Jednakże wkrótce zarzucił narciarstwo alpejskie i został motocrossowcem. Ustanowił szesnaście zwycięstw z rzędu w Motocrossowych Mistrzostwach Polski, a w 1985 podczas zawodów "Cross Narodów" (drużynowych mistrzostwach świata) zajął 9–11 i 12. miejsce, co jest najwyższym miejscem uzyskanym przez Polaka w tej imprezie w historii. W zawodach motocrossowych trzykrotnie został mistrzem Polski, a raz triumfował w enduro. W 1986 wyjechał do Kanady. Przebywając w Kanadzie wygrał Mistrzostwo Quebecu, a w mistrzostwach Kanady zajął siódme miejsce. Po kilku sezonach startów z powodu odnawiających się kontuzji kręgosłupa i kolan Stańco zrezygnował z wyścigów motocrossowych.
W 1994 roku wrócił do Polski, a były kierowca wyścigowy Krzysztof Fedorowicz namówił go na wyścigi samochodowe. W połowie 1999 roku Stańco zadebiutował BMW M3 w Wyścigowych Samochodowych Mistrzostwach Polski, gdzie zajął czwarte miejsce w klasyfikacji generalnej. W 2000 roku startując Alfą Romeo 155 zdobył tytuł wicemistrza Polski w klasie H2000, a na początku 2001 roku wystartował wraz z Andrzejem Dziurką w Rajdzie Paryż-Dakar, będąc pierwszą polską załogą w historii, która dotarła do mety i zajmując 35. miejsce w klasyfikacji generalnej. W 2001 roku zdobywał tytuł wicemistrza Polski w klasyfikacji generalnej, startował także w American Le Mans Series i Międzynarodowych Mistrzostwach Czech i Słowacji.
W 2002 roku założył zespół Fuchs Star Moto Racing. W następnych sezonach startował m.in. w seriach FIA GT czy Le Mans Series. Dziewięciokrotnie zdobył tytuł mistrza Polski w klasyfikacji generalnej, a trzykrotnie był mistrzem w Długodystansowych Samochodowych Mistrzostwach Polski.

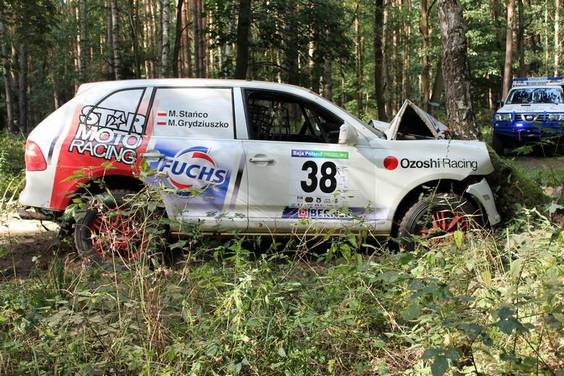
Maciej Stańco zakończył swój udział w Baja Poland 2012

We wrześniu 2012 wystartował w czwartej edycji zaliczanego do Pucharu Świata FIA Baja Poland. Jadąc w duecie z pilotem Marcinem Grydziuszko rozbił Porsche Cayenne na ostatnim OSie i rajdu nie ukończył.